# Mattias Bäckman
Mattias Jonas Bäckman (* 3. Oktober 1992 in Linköping) ist ein schwedischer Eishockeyspieler, der seit Dezember 2023 bei Frisk Asker aus der norwegischen Eliteserien unter Vertrag steht und dort auf der Position des Verteidigers spielt. Zuvor absolvierte Bäckman unter anderem über 250 Spiele für den Linköping HC in der Svenska Hockeyligan bzw. Elitserien.

## Karriere
Mattias Bäckman begann seine Karriere als Eishockeyspieler in seiner Heimatstadt in der Nachwuchsabteilung des Linköping HC, für dessen Profimannschaft er in der Saison 2009/10 sein Debüt in der Elitserien, der höchsten schwedischen Spielklasse, gab. In fünf Spielen blieb er dabei punktlos. In der Spielzeit 2010/11 bestritt er weitere sechs Partien in der Elitserien für den LHC, für den er zudem in der European Trophy zum Einsatz kam. Anschließend wurde er zunächst im KHL Junior Draft 2011 in der vierten Runde als insgesamt 96. Spieler vom HK Awangard Omsk und anschließend im NHL Entry Draft 2011 in der fünften Runde als insgesamt 146. Spieler von den Detroit Red Wings aus der National Hockey League (NHL) ausgewählt. Zunächst blieb der Verteidiger jedoch weiterhin in Linköping, wo er sich in der Saison 2011/12 einen Stammplatz erspielen konnte.
Im Mai 2013 erhielt Bäckman einen NHL-Einstiegsvertrag über drei Jahre Laufzeit bei den Red Wings, die ihn jedoch zunächst an den Linköping HC ausliehen. Im April 2014 holte ihn das Management der Red Wings nach Nordamerika, wo er für die Grand Rapids Griffins in der American Hockey League (AHL) spielte. Im Dezember 2014 schlossen die Red Wings ein erneutes Leihgeschäft mit dem Linköping HC ab, ehe sie seine Transferrechte im März 2015 an die Dallas Stars abtraten. Gleichzeitig erhielten die Stars Mattias Janmark und ein Zweitrunden-Wahlrecht für den NHL Entry Draft 2015, während sie Erik Cole und ein leistungsabhängiges Drittrunden-Wahlrecht für denselben Draft an die Red Wings abgaben. In der Folge lief Bäckman für die Texas Stars sowie ab März 2017 bis zum Saisonende bei den Hershey Bears in der AHL auf.
Anschließend kehrte der Verteidiger nach Europa zurück und unterzeichnete im Juni 2017 einen Einjahresvertrag beim EHC Kloten aus der Schweizer National League. Nach Erfüllung dieses Vertrages kehrte er zu seinem Stammverein nach Linköping zurück. Dort war der Verteidiger bis zum Dezember 2021 aktiv, ehe er sich zunächst auf unbestimmte Zeit aus dem Sport zurückzog. Über den Zeitraum von dreieinhalb Jahren hatte er für den Linköping HC lediglich 39 Partien absolviert. Erst Mitte Juli 2023 kehrte der Schwede ins Eishockeygeschäft zurück, als er einen Vertrag bei Tappara Tampere aus der finnischen Liiga unterzeichnete. Das Engagement endete jedoch bereits nach drei Monaten und nur fünf Einsätzen, als der Vertrag aufgelöst wurde. Gut einen Monat später schloss sich Bäckman Frisk Asker aus der norwegischen Eliteserien an.

### International
Mit der schwedischen U20-Nationalmannschaft nahm Bäckman an der U20-Junioren-Weltmeisterschaft 2012 teil und gewann die Goldmedaille. In sechs Turnierspielen gab er dabei drei Torvorlagen. Sein Debüt in der A-Nationalmannschaft gab der Verteidiger im Verlauf der Saison 2011/12.

## Erfolge und Auszeichnungen
- 2012 Goldmedaille bei der U20-Junioren-Weltmeisterschaft
- 2012 Schwedischer U20-Junioren-Meister mit dem Linköping HC

## Karrierestatistik
Stand: Ende der Saison 2023/24

### International
Vertrat Schweden bei:
- U20-Junioren-Weltmeisterschaft 2012

(Legende zur Spielerstatistik: Sp oder GP = absolvierte Spiele; T oder G = erzielte Tore; V oder A = erzielte Assists; Pkt oder Pts = erzielte Scorerpunkte; SM oder PIM = erhaltene Strafminuten; +/− = Plus/Minus-Bilanz; PP = erzielte Überzahltore; SH = erzielte Unterzahltore; GW = erzielte Siegtore; 1 Play-downs/Relegation; Kursiv: Statistik nicht vollständig)